# Internationale Münchner Friedenskonferenz
Die Internationale Münchner Friedenskonferenz (IMFK) ist eine seit 2003 jährlich in München stattfindende Konferenz.

## Ziele
Die Konferenz sieht sich als inhaltliche Alternativveranstaltung zur Münchner Sicherheitskonferenz. In der Konferenz, unterstützt von Podiumsdiskussionen, internationalen Foren, Workshops und zahlreichen Vorträgen, werden Ansätze und Wege vorgestellt, wie Frieden und Gerechtigkeit gestaltet werden können. Ein wesentliches Ziel der Friedenskonferenz ist es, Denkprozesse anzustoßen, die eine Kultur des Friedens fördern. Mit konkreten Beispielen aus verschiedenen Kulturen sollen Perspektiven aufgezeigt werden für ein Leben in Frieden und sozialer und globaler Gerechtigkeit sowie verantwortungsbewusstem Umgang mit der Natur.

## Konferenz 2025
Die 23. Ausgabe der IMFK fand vom 14. bis 16. Februar 2025 statt. 
Unter dem Titel „Fundamente des Friedens“ wurde das Friedensgebot des Grundgesetzes beleuchtet. Prominente Referenten wie Heribert Prantl und Hanne-Margret Birckenbach diskutierten die verfassungsrechtlichen Grundlagen von Frieden und kritisierten aktuelle politische Entwicklungen, insbesondere im Bereich der Migrationspolitik.
Im Mittelpunkt der „Wege zur Gerechtigkeit“ stand der Konflikt zwischen Israel und Palästina. Francesca Albanese und Friedensaktivist Gershon Baskin vertraten in ihren Beiträgen konträre Positionen zum Völkerrecht und zu Lösungsansätzen für den Nahostkonflikt, was zu einer kontroversen und intensiven Debatte führte.
Ergänzt wurde die Veranstaltung durch verschiedene Workshops. Trotz organisatorischer Herausforderungen wie Finanzierungsschwierigkeiten und Problemen bei der Findung von Veranstaltungsorten, gelang es den Organisatoren, eine Plattform für kritische Perspektiven auf internationale Konflikte zu schaffen und gesellschaftliche Diskussionen anzuregen.

### Kündigung der Veranstaltungsräume für 2025 durch die Katholische Akademie
Im Dezember 2024 kündigte die Katholische Akademie der IMFK den für 2025 angemieteten Saal. Die IMFK-Leiterin Maria Feckl vermutete einen Zusammenhang mit dem geplanten Auftritt der umstrittenen UN-Sonderberichterstatterin Francesca Albanese bei der IMFK 2025, die sich unter anderem deshalb Antisemitismusvorwürfen ausgesetzt sieht, weil sie Benjamin Netanjahu in die Nähe von Adolf Hitler gerückt hatte. Ein Vertreter einer IMFK-Trägerorganisation sprach von „Cancel Culture“. Die Akademie gab als Grund der Kündigung hingegen an, dass Fleckl von der Akademie eine Garantie gefordert habe, dass der Mietvertrag nicht kurzfristig gekündigt werde. Vertraglich vereinbart war aber, dass sie genau dies könne. Die Akademie fühlte sich jedoch verpflichtet, darauf zu achten, „dass die Grenze des Sagbaren in unseren Räumlichkeiten auch durch Gastgruppen und deren Redner:innen nicht überschritten wird“. Deshalb wollte sie auf das Recht zur kurzfristigen Vertragskündigung eben nicht verzichten. Die Akademie erinnerte daran, dass „Irritationen“ um die IMFK dazu geführt hätten, dass „seriöse Referenz-Institutionen“ wie die Landeshauptstadt „auf Distanz“ gegangen seien.

## Konferenz 2024
Die 22. Ausgabe der IMFK fand vom 16. bis 18. Februar 2024 statt.
Die Konferenz positionierte sich als kritische Alternative zur Münchner Sicherheitskonferenz, mit dem Ziel, militärische Eskalation zu hinterfragen. Zentrale Redner wie Clare Daly und Yanis Varoufakis beleuchteten die zunehmende Militarisierung und globale Machtungleichgewichte. Varoufakis’ Konzept einer neuen Blockfreiheit als Graswurzelbewegung zielte darauf ab, Menschen weltweit einzubeziehen, die unter aktuellen Machtstrukturen leiden.
Olga Karach, eine belarussische Aktivistin, unterstrich die schwierige Situation für Kriegsgegner in Europa und betonte die Bedeutung von Friedensarbeit. Der Diplomat Michael von der Schulenburg warnte vor hochentwickelten Waffensystemen, die jede Reaktionszeit minimieren.
Die Konferenz forderte mehr Diplomatie statt weiterer Waffenlieferungen. Die Kernbotschaft blieb: Frieden kann nur durch globale Solidarität und ein Umdenken in internationalen Beziehungen erreicht werden.

## Konferenz 2022
Die 20. Ausgabe der IMFK fand vom 18. bis 19. Februar 2022 statt.
Themen waren u. a. die militärische Nutzung der Atomenergie und das Verhältnis zwischen Russland und der Ukraine. Im „Münchner Appell“ wurde die Bundesregierung aufgerufen, für eine Politik der Kriegsverhütung ohne Atomwaffen einzutreten und Verhandlungen über den Abzug der Atomwaffen auf deutschem Boden aufzunehmen. Der Münchner Oberbürgermeister Reiter unterstützte den Appell auch als Mitglied der Mayors for Peace.

## Konferenz 2020
Die ursprünglich für Februar 2020 geplante Konferenz wurde im Januar 2020 nach einem Streit um den Auftritt des Sprechers des Grußwortes abgesagt.
Im Dezember 2019 akzeptierte die Konferenz den jüdischen SPD-Stadtrat Marian Offman nicht als Sprecher eines Grußwortes bei der Eröffnung der 2020er Konferenz in Vertretung von Oberbürgermeister Dieter Reiter, weil Offman aufgrund seiner früheren Zugehörigkeit zur CSU angeblich friedenspolitisch ungeeignet sei. Zudem war er wie die Stadtratsmehrheit ein erklärter Gegner der Kampagne „Boycott, Divestment and Sanctions“ (BDS). Die faktische Ausladung Offmans wurde unter anderem vom bayerischen Antisemitismus-Beauftragten Ludwig Spaenle als antisemitisch kritisiert. Daraufhin sagten die Organisatoren die Veranstaltung ganz ab und beriefen sich dabei auf angebliche organisatorische Probleme. Den Antisemitismusvorwurf wies der Trägerkreis zurück, Offmans Religion habe keine Rolle gespielt, sondern seine ablehnende Haltung gegenüber israelkritischen Gruppierungen wie der BDS-Bewegung. Allerdings hatten Stadträte, die in den beiden Vorjahren von der IMFK als Vertreter der Stadt akzeptiert worden waren, auch für einen Beschluss gegen BDS gestimmt. Von Offman befragte Fraktionskollegen waren wie dieser der Meinung, dass man das nur als „israelbezogenen Antisemitismus in Reinstform“ interpretieren könne.

## Finanzierung
Die Konferenz wurde lange Jahre vom Kulturreferat der Landeshauptstadt München gefördert. Daneben wurde die Konferenz von der Rosa-Luxemburg-Stiftung und dem Katholischen Fonds finanziell unterstützt. Im Februar 2024 brachten im Münchner Stadtrat die Fraktionen der Rathauskoalition aus Grünen/Rosa Liste und SPD/Volt den Antrag ein, die Förderung sofort zu beenden, da es der Friedenskonferenz an kulturpolitischer Bedeutung mangele und auch kein kommunaler Bezug vorhanden sei. Der tatsächliche Grund war jedoch die Sorge, dass das städtische Logo vor dem Hintergrund des Russischen Angriffskrieges gegen die Ukraine und des Terrorangriffs der Hamas auf Israel zur Werbung für einseitig putinfreundliche bzw. israelkritische Aussagen missbraucht werden könnte. Die Mitorganisatorin der Konferenz und bündnisgrüne Kreis- und Gemeinderätin Maria R. Feckl trat daraufhin aus Protest aus ihrer Partei aus. Im März 2024 wurde die städtische Förderung gestrichen, auch der Katholische Fonds nahm seine Förderzusage zurück. Die Rosa-Luxemburg-Stiftung fördert weiterhin.

## Rezeption
Heidi Meinzolt schrieb für die Internationale Frauenliga für Frieden und Freiheit über die IMFK des Jahres 2024, dass die Diskussionen und Gedanken der IMFK eine echte Alternative zum Kriegsgeschrei im Bayerischen Hof seien.
Christoph von Lieven, Vorstand bei ICAN Deutschland e. V. und ehemaliger Sprecher für atomare Abrüstung bei Greenpeace Deutschland, betonte im Jahr 2022 die besondere Bedeutung der IMFK als zivilgesellschaftliche Alternative zur von Regierungen und rüstungsnahen Kreisen finanzierten Münchner Sicherheitskonferenz: Diese setze im Gegensatz dazu auf Dialog und die Abkehr von Feindbildern – und verfolge damit das in Artikel 1 der UN-Charta formulierte Ziel, „den Weltfrieden und die internationale Sicherheit zu wahren und Bedrohungen des Friedens zu verhüten“.
Wolfgang Steuer vom Netzwerk Friedenssteuer schrieb im Jahr 2014, dass die IMFK seit zwölf Jahren erfolgversprechende und erfolgreiche Beispiele des Ausstiegs aus der Gewaltspirale öffentlich vorstelle.
Die Münchener Stadtrats-Fraktionsgemeinschaft Die Grünen – Rosa Liste will die IMFK seit dem Jahr 2024 nicht mehr fördern, da die Veranstaltung zunehmend ihren ursprünglichen Auftrag verfehlt und Referenten eine Plattform bietet, die sich nicht eindeutig von Menschenrechtsverletzungen und autokratischen Regimen distanzieren.

## Trägerkreis
Der Trägerkreis besteht aus den Organisationen:
- Deutsche Friedensgesellschaft – Vereinigte KriegsdienstgegnerInnen, Landesverband Bayern
- Helmut-Michael-Vogel Bildungswerk e.V.
- Pax Christi im Erzbistum München und Freising
- Deutsche Sektion der Internationalen Ärzt*innen für die Verhütung des Atomkrieges/Ärzt*innen in sozialer Verantwortung e.V. (IPPNW)
- NaturwissenschaftlerInnen-Initiative – Verantwortung für Frieden und Zukunftsfähigkeit e.V.
- Netzwerk Friedenssteuer e.V., Region Bayern
- Münchner Sicherheitskonferenz verändern e.V.
- Internationale Frauenliga für Frieden und Freiheit

## Ehrenkuratoren
Der Kreis der Ehren-Kuratoren unterstützt die Internationale Münchner Friedenskonferenz.
Zu ihnen gehören:
- Hans-Peter Dürr († 2014), Träger des Alternativen Nobelpreises
- Hans-Christof von Sponeck, ehemaliger UNO-Koordinator für den Irak
- Franz Alt, Publizist
- Klaus Hahnzog, Verfassungsrichter und Bürgermeister a. D. und
- Konstantin Wecker, Liedermacher
- Hanne-Margret Birckenbach, Professorin für Friedens- und Konfliktforschung
- Joachim Bauer, Neurobiologe, Arzt, Psychiater
- Angelika Claußen, Ärztin für Psychiatrie und Psychotherapie (i. R.)
- Clemens Ronnefeldt, Referent für Friedensfragen beim deutschen Zweig des Internationalen Versöhnungsbundes